# Sachiko
Sachiko  è un nome proprio di persona giapponese femminile.

## Origine e diffusione
Come la maggioranza dei nomi giapponesi, Sachiko può essere formato da diverse combinazioni di due kanji; quello corrispondente al suono sachi può essere 幸 ("felicità", "fortuna"), mentre quello corrispondente a ko può essere 子 ("bambino").
Quest'ultimo è molto comune nell'onomastica giapponese, e si può ritrovare ad esempio in Tamiko, Chiyoko, Keiko, Aiko, Ayako, Akiko, Fujiko, Naoko, Yōko e Reiko.

## Onomastico
È un nome adespota, cioè privo di santa patrona; l'onomastico può essere festeggiato il 1º novembre, per la ricorrenza di Ognissanti.

## Persone

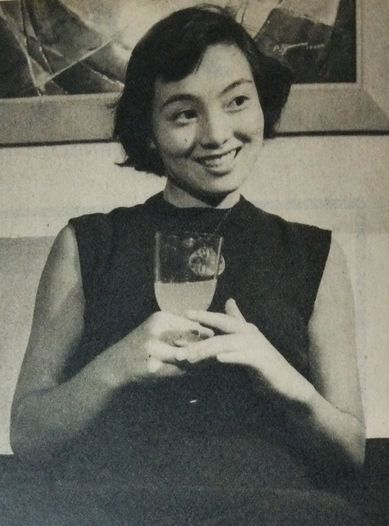
Sachiko Hidari

- Sachiko Chijimatsu, doppiatrice giapponese
- Sachiko Hidari, attrice e regista giapponese
- Sachiko Ishikawa, cestista giapponese
- Sachiko Murase, attrice giapponese
- Sachiko Sugiyama, pallavolista giapponese